# آب‌انبار محمد باقران
آب‌انبار محمد باقران مربوط به دوره صفویه است و در شهرستان سرایان، داخل شهر آیسک واقع شده و این اثر در تاریخ ۸ بهمن ۱۳۸۵ با شمارهٔ ثبت ۱۷۰۵۵ به عنوان یکی از آثار ملی ایران به ثبت رسیده است.